# Campeonato Mundial de Esqui Alpino de 1996
O Campeonato Mundial de Esqui Alpino de 1996 foi a trigésima terceira edição do evento, foi realizado em Sierra Nevada, Espanha, entre os dias 12 e 25 de fevereiro de 1996.

## Resultados

### Masculino
| Evento                 | Ouro                                   | Prata                               | Bronze                                  |
| ---------------------- | -------------------------------------- | ----------------------------------- | --------------------------------------- |
| Downhill (17.02)       | Patrick Ortlieb · Áustria · 2:00,17    | Kristian Ghedina · Itália · 2:00,44 | Luc Alphand · França · 2:00,45          |
| Slalom (25.02)         | Alberto Tomba · Itália · 1:42,26       | Mario Reiter · Áustria · 1:42,57    | Michael von Grünigen · Suíça · 1:42,81  |
| Slalom Gigante (23.02) | Alberto Tomba · Itália · 1:58,63       | Urs Kälin · Suíça · 1:59,07         | Michael von Grünigen · Suíça · 1:59,45  |
| Super G (13.02)        | Atle Skårdal · Noruega · 1:21,80       | Patrik Järbyn · Suécia · 1:22,09    | Kjetil André Aamodt · Noruega · 1:22,11 |
| Combinado (19.02)      | Marc Girardelli · Luxemburgo · 3:31,95 | Lasse Kjus · Noruega · 3:32,20      | Günther Mader · Áustria · 3:32,93       |

### Feminino
| Evento                 | Ouro                                     | Prata                                | Bronze                                   |
| ---------------------- | ---------------------------------------- | ------------------------------------ | ---------------------------------------- |
| Downhill (18.02)       | Picabo Street · Estados Unidos · 1:54,06 | Katja Seizinger · Alemanha · 1:54,63 | Hilary Lindh · Estados Unidos · 1:54,70  |
| Slalom (24.02)         | Pernilla Wiberg · Suécia · 1:31,46       | Patricia Chauvet · França · 1:32,32  | Urška Hrovat · Eslovênia · 1:32,33       |
| Slalom Gigante (22.02) | Deborah Compagnoni · Itália · 2:10,74    | Karin Roten · Suíça · 2:11,09        | Martina Ertl · Alemanha · 2:11,44        |
| Super G (12.02)        | Isolde Kostner · Itália · 1:21,00        | Heidi Zurbriggen · Suíça · 1:21,66   | Picabo Street · Estados Unidos · 1:21,71 |
| Combinado (19.02)      | Pernilla Wiberg · Suécia · 3:19,68       | Anita Wachter · Áustria · 3:21,73    | Marianne Kjørstad · Noruega · 3:22,35    |

## Quadro de medalhas
| Ordem | País           | Medalha de ouro | Medalha de prata | Medalha de bronze | Total |
| ----- | -------------- | --------------- | ---------------- | ----------------- | ----- |
| 1     | Itália         | 4               | 1                | 0                 | 5     |
| 2     | Suécia         | 2               | 1                | 0                 | 3     |
| 3     | Áustria        | 1               | 2                | 1                 | 4     |
| 4     | Noruega        | 1               | 1                | 2                 | 4     |
| 5     | Estados Unidos | 1               | 0                | 2                 | 3     |
| 6     | Luxemburgo     | 1               | 0                | 0                 | 1     |
| 7     | Suíça          | 0               | 3                | 2                 | 5     |
| 8     | Alemanha       | 0               | 1                | 1                 | 2     |
|       | França         | 0               | 1                | 1                 | 2     |
| 10    | Eslovênia      | 0               | 0                | 1                 | 1     |
|       | TOTAL          | 10              | 10               | 10                | 30    |